# The 3DO Company
The 3DO Company (3DO) war ein amerikanisches Unternehmen, das Anfang der 1990er das Konzept der Spielkonsole 3DO Interactive Multiplayer entwickelte und an andere Unternehmen lizenzierte. Mit dem Scheitern der Konsole verlagerte sich das Geschäftsfeld ausschließlich auf die Spieleentwicklung. 2003 meldete das Unternehmen Insolvenz an und wurde zerschlagen.

## Geschichte

### Anfänge mit der 3DO Interactive Multiplayer
The 3DO Company wurde 1991 unter dem Namen San Mateo Software Group (SMSG), Inc. vom amerikanischen Spielepublisher Electronic Arts unter Leitung seines Gründer Trip Hawkins, Time Warner, AT&T und Matsushita gegründet. 3DO stand für „Three Dimensional Operation System“ (=dreidimensionales Betriebssystem). 3DO sollte die Spezifikationen einer neuen Spielkonsole als offener Standard entwickeln, die anschließend von verschiedenen Unternehmen lizenziert werden durfte, um entsprechende Geräte zu produzieren und zu verkaufen. Die Endprodukte sollten kompatibel zu 3DO-Spielen und Multimedia-Formaten sein. 3DO selbst vergab nur die Lizenz und trat ansonsten lediglich als Spieleentwickler in Erscheinung. Dafür sollte es drei Dollar Lizenzgebühren für jedes verkaufte Spiel erhalten, was häufig als zweite Deutung des Firmennamens kolportiert wurde („3 Dollars only“). Denn mit dieser Gebühr lag 3DO deutlich unter den beiden Marktführern Sega und Nintendo (zehn Dollar), deren Duopol und vor allem einschränkenden Lizenzbedingungen für Dritthersteller man mit dem eigenen Ansatz brechen wollte. Lizenznehmer wurden Matsushita (unter der Marke Panasonic) und Goldstar.:53
Der 1993 veröffentlichte 3DO Interactive Multiplayer kam mit einem Kaufpreis von 600 US-Dollar auf den Markt. Das Preisgefälle gegenüber der Konkurrenz war gewaltig. Der technisch aus der Vorgängergeneration stammende Super Nintendo kostete gerade mal 149 Dollar und selbst die neu eingeführte Atari Jaguar wurde für 249 Dollar verkauft. Was als Stärke des Systems gedacht war, die Auftrennung von Hardware- und Software-Verantwortlichkeit, erwies sich als wirtschaftlicher Bumerang. Die Hardwarehersteller setzten auf eine rasch wachsende Hardwarebasis, die von Drittherstellern mit Software versorgt werden würde. Da sie keine Gewinne aus Lizenzgebühren für Software erwarten konnten, wurde der Verkaufspreis nicht wie bei der Konkurrenz üblich subventioniert. Das Fehlen interessanter Software zum Start führten in Kombination mit dem Preis jedoch zu geringen Verkäufen. Letztlich konnte die 3DO-Konsole keinen kommerziellen Erfolg erzielen und verlor spätestens mit dem Markteintritt Sonys mit der PlayStation zunehmend an Bedeutung. Die Rechte an dem bereits fertig entwickelten Nachfolger M2 wurden 1996 für 100 Millionen Dollar an Matsushita verkauft. The 3DO Company entwickelte von nun an Spiele für andere Systeme.

### Phase als Dritthersteller von Computerspielen
Durch Zukäufe von Entwicklerstudios wurden die eigenen Kapazitäten erweitert. Im Dezember 1995 erwarb 3DO Cyclone Studios, im Juni 1996 Archteype Interactive. Ebenfalls im Juni 1996 erwarb 3DO für 13,5 Millionen Dollar von NTN Communications das Entwicklerstudio New World Computing. Die größten Erfolge wurden mit der Army-Men-Reihe erzielt. Ebenfalls erfolgreich waren die Serien Might and Magic und Heroes of Might and Magic von New World Computing. Mit Meridian 59 von Archetype Interactive wurde zudem eines der ersten 3D-MMORPGs veröffentlicht.
Im Mai 2003 meldete The 3DO Company Insolvenz nach Chapter 11 des amerikanischen Insolvenzrechts an, in der Hoffnung einen Käufer für das Unternehmen und seine verbliebenen Vermögenswerte zu finden. Die Ankündigung der Börsenaufsichtsbehörde U.S. Securities and Exchange Commission zur Untersuchung der Computerspielbranche führte laut Angaben des Insolvenzverwalters jedoch zum Absprung dreier möglicher Kaufinteressenten. Stattdessen wurden am 14. August 2003 die Marken des Unternehmens in einer Auktion angeboten und wie folgt verkauft:
- Ubisoft erwarb die Marken Might and Magic und Heroes of Might and Magic für 1,3 Millionen US-Dollar
- Namco erwarb Street Racing Syndicate für 1,515 Millionen Dollar
- Jowood erwarb Jacked für 90.000 Dollar
- Crave Entertainment erwarb die Marke Army Men für 750.000 Dollar
- Microsoft erhielt für 450.000 Dollar die Rechte an High Heat Baseball
- Firmengründer Trip Hawkins erwarb für 200.000 Dollar einen Katalog von Spielen aus der Zeit vor 2001, darunter Jonny Moseley Mad Trix und das Family bzw. Vegas Game Pack. Dazu einige Internetpatente für 205.000 Dollar, die ein Businesskonzept zum Verkauf virtueller Produkte, wie z. B. Spielkarten, umfasste.
- Das Unternehmen Patent Purchase Manager erwarb für 75.000 Dollar einige Rechte und Werkzeuge für die Entwicklung von Computerspielen

Trip Hawkins gründete noch im selben Jahr das auf Spiele für Mobiltelefone spezialisierte Unternehmen Digital Chocolate.

## Spiele (Auswahl)
- 3DO Games: Decathlon
- Army Men
- Army Men: Air Attack
- Army Men: Air Attack 2
- Army Men: Air Combat - The Elite Missions
- Army Men: Air Tactics
- Army Men: Green Rogue
- Army Men: Sarge's Heroes
- Army Men: Sarge's Heroes 2
- Army Men: Toys in Space
- Army Men: World War
- Army Men: World War - Final Front
- Army Men: World War - Land, Sea, Air
- Army Men: World War - Team Assault
- Army Men 3D
- Army Men II
- BattleTanx
- BattleTanx: Global Assault
- Blade Force
- Captain Quazar
- Crusaders of Might and Magic
- Club 3DO: Station Invasion
- Dragon Rage
- Escape from Monster Manor
- Family Game Pack Royale
- Game Guru
- Godai Elemental Force
- Groovy Bunch of Games
- Gulf War: Operation Desert Hammer
- High Heat Major League Baseball 2002
- High Heat Major League Baseball 2003
- High Heat Major League Baseball 2004
- Jonny Moseley Mad Trix
- Jurassic Park Interactive
- Killing Time
- Meridian 59: Vale of Sorrow
- Portal Runner
- Sammy Sosa High Heat Baseball 2001
- Sammy Sosa Softball Slam
- Shifters
- Tozasarata Tachi
- Twisted: The Game Show
- Vegas Games 2000
- Warriors of Might and Magic
- WarJetz
- World Destruction League: Thunder Tanks
- Zhadnost: The People's Party